# Neápolis (Tesalónica)

Neápolis

Neápolis (en griego: Νεάπολη) es un suburbio ubicado en el área urbana de Salónica, y fue un antiguo municipio de la unidad periférica de Tesalónica (Grecia). Desde la reforma del gobierno local en 2011 es parte del municipio de Neapoli-Sykies, del cual es la unidad municipal. La población de la unidad municipal es de 30 279 (censo en 2001), mientras que la superficie terrestre es de solo 1.168 km², con una resultante densidad de población de 27252 km², por lo que es uno de los lugares más densos del mundo.
Neápolis está localizado al noroeste del centro de la ciudad de Salónica. Los suburbios vecinos son los de Polichni, Stavroupoli, Sykies, Thessaloniki y Ambelokipi. Existen ocho distritos en Neápolis: Neápolis, Piropathon, Kato Anagennisi, Pano Anagennisi, Kunturioti, Troada, Riga Fereou e Ydragogio.